# Yuval Steinitz
Yuval Steinitz (hebraisk: יובל שטייניץ; født 10. april 1958) er en israelsk politiker og medlem af Knesset for Likud siden 1999. Han var Israels finansminister fra 2009 til 2013, hvorefter han blev udnævnt til minister for efterretningsvæsnet, minister for internationale forbindelser og minister for strategiske anliggender.